# 诺伊马根运酒船

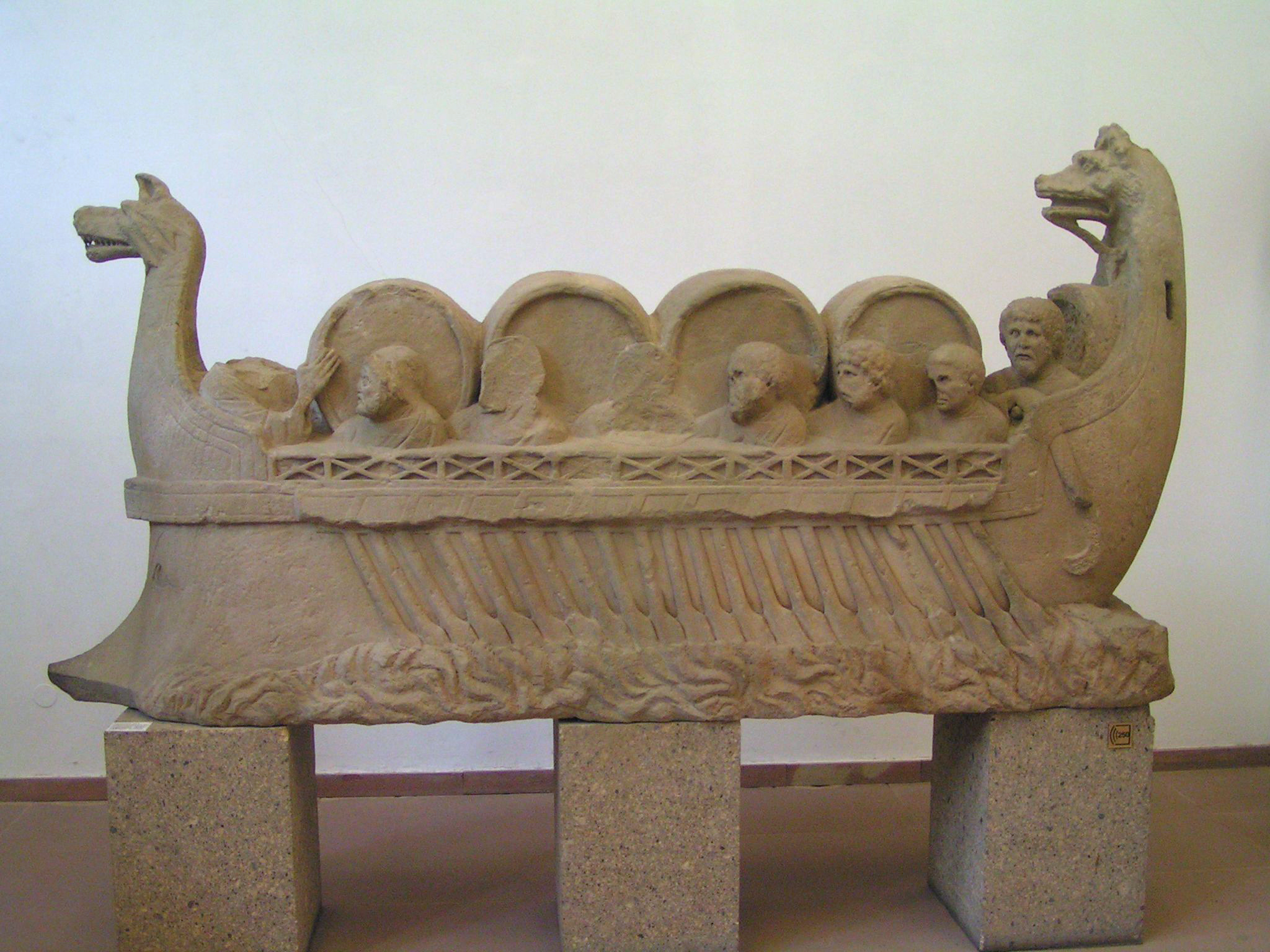
诺伊马根运酒船

诺伊马根运酒船是德国出土的，公元220年左右一个古罗马葡萄酒商的墓石。最初这个墓石由两艘运酒船组成，用来表现死者生前的职业。运酒船的浮雕上刻有6个划桨手，两个舵手和22支船桨。从船上酒桶的类型和船上有划桨来分析，这艘船装载的应该是用来出口的本地特产，摩泽尔葡萄酒。
运酒船是作为一个城堡地基的一部分，从小镇诺伊马根-德龙（Neumagen-Dhron ）出土的。因为其年代久远，它和另外一些文物的出土，证明了这里是德国最古老的葡萄种植地。
文物真品目前陈列在特里尔莱茵地区州立博物馆。摆在诺伊马根-德龙的彼得小教堂的是一件仿制品。
目前人们正在仿照这个浮雕用木头重建一艘运酒船，预计2007年9月底就能行驶在摩泽尔河上了。（页面存档备份，存于）